# Комбинаторная теория групп
Комбинаторная теория групп — раздел теории групп, изучающий группы с точки зрения их заданий образующими и соотношениями.

## История

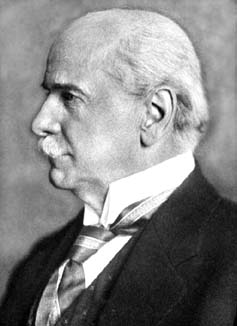
Вальтер фон Дик, основатель комбинаторной теории групп

Истоки комбинаторной теории групп восходят к работам Шварца, Клейна, Фукса, Пуанкаре и Шоттки конца 19 века, в которых группы возникали как дискретные группы геометрических преобразований. В этом случае задание группы образующими и соотношениями (или копредставление) естественным образом определяется выбором фундаментальной области действия. Можно сказать, что именно необходимость решения конкретных и важных задач геометрической топологии положила начало систематическому изучению групп, заданных образующими и соотношениями.

### Вклад фон Дика
Решающую роль в становлении комбинаторной теории групп сыграла работа Дика, ученика Клейна, опубликованная в 1882 году. В ней он построил свободные группы, а также показал, что произвольная группа получается из подходящей свободной группы указанием некоторых определяющих соотношений. Доказательства, данные Диком, не удовлетворяют сегодняшним требованиям строгости, хотя вполне убедительны и сопровождаются ясными геометрическими мотивировками. Аккуратное доказательство второго результата Дика в более общей формулировке было дано де Сегье в его монографии 1904 года. Сегодня этот результат истолковывается как частный случай одной из теорем об изоморфизме и иногда называется теоремой фон Дика.

### Вклад Титце
Следующим важным этапом является работа Титце 1908 года, основанная на открытии Пуанкаре в 1885 году понятия фундаментальной группы топологического пространства. В своей работе Титце устанавливает, что фундаментальная группа является топологическим инвариантом. Для этого он доказывает, что два конечных задания произвольной группы могут быть переведены друг в друга применением конечного числа некоторых преобразований, известных как преобразования Титце. Кроме того, он показывает, что фундаментальная группа характеризует пространство в большей степени, чем все ранее известные инварианты (такие, как первые числа Бетти и числа кручения), вместе взятые. Вместе с тем в вычислительном аспекте Титце подчёркивает весомую разницу этого инварианта по сравнению с остальными: распознавание изоморфности групп, заданных различными копредставлениями, куда сложнее, чем, скажем, распознавание равенства чисел.

### Вклад Дена
Отдав должное Титце, можно с уверенностью сказать, что заслуга развития комбинаторной теории групп принадлежит в первую очередь Дену. Его работы 1910х годов углубляют и продолжают работу Титце. Как и Титце, побудительной причиной для своих исследований Ден называет открытие Пуанкаре фундаментальной группы.
Ден сформулировал три общих алгоритмических вопроса о группах, заданных образующими и соотношениями, которые получили название фундаментальные проблемы Дена: проблема тождества, проблема сопряженности и проблема изоморфизма. Используя геометрические методы, он нашёл чисто алгебраическое решение проблем тождества и сопряженности для стандартных копредставлений фундаментальных групп компактных ориентируемых поверхностей. Его подход, также известный как алгоритм Дена, применим к очень широким классам групп и играет сегодня важную роль как в комбинаторной, так и в геометрической теории групп.
Ден также предложил конструкцию графа, получившего название граф Кэли группы, истоки которой имеются уже в работе Кэли 1878 года. Разница в подходах Кэли и Дена состоит в том, что Кэли строит группы, исходя из «цветных» графов, а Ден же строит графы по копредставлениям групп. Эти графы адекватно отражают строение группы и применяются, например, в теории Басса — Серра групп, действующих на деревьях.